# Utrechtse Aardwetenschappen Vereniging
De Utrechtse Aardwetenschappen Vereniging of U.A.V. is de studievereniging voor alle studenten in de aardwetenschappen aan de Universiteit Utrecht. De Utrechtse Aardwetenschappen Vereniging is in 2012 ontstaan uit de fusie tussen de Utrechtse Geologen Vereniging en Drift ’66 en heeft sindsdien kunnen uitgroeien tot een vereniging met meer dan 900 actieve leden.

## Geschiedenis
De Utrechtse Geologen Vereniging is in 1946 opgericht. Drift '66 begon in 1949 als dispuut '11 en 30' binnen de Vereniging van Utrechtse Geografie Studenten. In 1966 ontwikkelde het dispuut zich tot Drift '66, een onafhankelijke vereniging voor fysisch geografen. Op 1 september 2012 fuseerden de Utrechtse Geologen Vereniging en Drift '66 tot de U.A.V. Als oprichtingsjaar wordt echter 1946 aangehouden.. 
In 2018 kwam de vereniging negatief in het nieuws vanwege een liedbundel met seksistische teksten, waarna de Universiteit Utrecht tijdelijk de financiering stopzette. De financiering kon worden teruggekregen nadat een verbeterplan over de drankcultuur binnen de vereniging was opgesteld.

## Activiteiten
De U.A.V. ondersteunt studenten aardwetenschappen tijdens hun studie met zowel sociale activiteiten als inhoudelijke activiteiten. Deze sociale activiteiten zijn onder andere borrels, feesten, excursies, binnen- en buitenlandse reizen en sportieve activiteiten. De inhoudelijke activiteiten zijn onderwijsgerelateerd, zoals symposia en lezingen, en carrièregerelateerde activiteiten, zoals bedrijfsbezoeken en presentaties. De U.A.V. heeft ook een eigen verenigingsblad, de "Pangeo".

## Bekende ereleden
Een aantal bekend ereleden van de U.A.V. en diens voorgangers zijn J.I.J.M. Schmutzer, F.A. Vening Meinesz, G.H.R. von Koenigswald, L.M.R. Rutten, M.G. Rutten en R.W. van Bemmelen